# سایرن (کمیک)
تریسا مِیو رورک کَسیدی با اسم رمز سایرن (به انگلیسی: Siryn) یک شخصیت خیالی قهرمان در کتاب‌های کامیک منتشر شده توسط مارول کامیکس است، که اغلب با مجموعه مردان ایکس در ارتباط است. این شخصیت توسط نویسنده کریس کلیرمونت و طراح استیو لایلوها خلق شده‌است که برای نخستین بار در شمارهٔ ۳۷ از مجموعه کمیک اسپایدر وومن (آوریل ۱۹۸۱) حضور پیدا کرد. او بعدها خود را با عنوان سایرن بازنشسته کرد و به احترام و یادبود پدر مرحومش شان کسیدی، از نام مستعار بانشی استفاده نمود.
تریسا ایرلندی و همانند پدرش بانشی عضو یکی از زیرشاخه‌های بشریت با نام جهش‌یافته‌ها به‌شمار می‌رود که با توانایی‌های ابرانسانی از جمله جیغ صوتی، آسیب به دستگاه شنوایی و ارسال ارتعاشات شدید از طریق هوا به دنیا آمده‌است. او همچنین با استفاده از این ارتعاشات قادر به پرواز است. نام او برگرفته از سیرن، موجودات دریایی در اساطیر یونانی است. تریسا توسط پسر عمو و دشمن بانشی، بلک تام کسیدی و بدون اطلاع وی بزرگ شده‌است.